# 킬 스피드
《킬 스피드》(Kill Speed)는 2010년 개봉한 액션 영화이다. 제작자들에 의하면 배우들이 아에로 L-39 알바트로스 등 제트 훈련기를 직접 모는 와중에 대사까지 소화해냈다고 한다.

## 줄거리
세 절친 스트레이거, 레인먼, 포먼은 스스로를 플라이 가이즈("Fly Guyz")라고 부르고 있다. 플라이 가이즈는 파티만 탐닉하는 생활을 유지하기 위해 컴퓨터 전문가 아인스타인에게서 도움을 받으며 마약계 대부 에스콘티도의 멕시코 카르텔을 위해 직접 비행기를 몰고 캘리포니아 사막을 경유하여 멕시코에서 제조된 불법 메스암페타민을 미국으로 실어나르고 있다. 한편 에스콘디도는 카르텔을 염탐하던 DIA(Drug Interdiction Agency) 요원 카일을 붙잡아 고문한다.
결국 DIA에게 걸린 플라이 가이즈는 조너스 요원으로부터 실형을 피하는 대가로 카일을 구출해오라는 제안을 받는데...

## 출연
- 앤드루 키건 - 숀 스트레이거 역
- 브랜던 퀸 - 레인먼 역
- 닉 카터 - 포먼 역
- 내털리아 시글리우티 - 로재나 "로스" 역
- 리노 윌슨 - 카일 잭슨 DIA 요원 역
- 그레그 그런버그 - 조너스 무어 DIA 요원 역
- 크리스천 몬존 - 에스콘디도 역
- 그레이엄 노리스 - 아인스타인 역
- 톰 아널드 - 레인스 역
- 빌 골드버그 - 빅 배드 존 역
- 로버트 패트릭 - 대통령 역
- 조슈아 앨바 - 바스케스 역